# Hjalmar af Klintberg
August Fredrik Hjalmar af Klintberg, född 8 september 1835 i Fasterna, Stockholms län, död 1 december
1912 i Stockholm, var en svensk sjömilitär.

## Biografi
Klintberg blev sekundlöjtnant vid flottan 1856, kommendörkapten 1884, kommendör 1889, konteramiral 1894, viceamiral 1901, samt erhöll amirals avsked 1903. Han var 1856–1859 anställd på handelsfartyg och 1863–1865 i engelsk örlogstjänst, varunder han särskilt utmärkte sig i striderna på Nya Zeeland. Klintberg fick guldmedaljen för tapperhet till sjöss som han bar från 1866. 1889–1903 var Klintberg chef för flottans stab och tjänstgjorde 1895, 1896, 1902 och 1903 som högste befälhavare till sjöss. Han var ledamot av ett flertal kommittéer, bland annat av kommittén angående Lant- och Sjöförsvarsdepartementets sammanslagning 1894 och sjökrigsmaterielkommittén 1901.
Klintberg jordfästes i Skeppsholmskyrkan i Stockholm den 6 december 1912 i närvaro av kung Gustaf V, prins Wilhelm, prins Carl och prins Oscar Bernadotte.

## Utmärkelser

### Svenska utmärkelser
- Riddare och kommendör av Kungl. Maj:ts Orden (Serafimerorden), 1 december 1903.[3]
- Guldmedalj för tapperhet till sjöss, 13 november 1865.[4]
- Kommendör med stora korset av Svärdsorden, 1 december 1899.[3]
- Kommendör av första klassen av Svärdsorden, 15 maj 1895.[3]
- Kommendör av Svärdsorden, 1 december 1892.[3]
- Riddare av Svärdsorden, 1 december 1879.[3]

### Utländska utmärkelser
- Riddare av Danska Dannebrogorden, 27 november 1869.[3]
- Riddare av Norska Sankt Olavs orden, 21 januari 1879.[3]
- Fjärde klassen av Osmanska rikets Meschidie-orden, 29 mars 1871.[3]
- Riddare av andra klassen av Preussiska Kronorden, 20 augusti 1888.[3]
- Kommendör av andra graden av Sachsiska Albreksorden, 25 juli 1888.[3]
- Silvermedalj för deltagande i kriget i Nya Zeeland , 1871.[4]
- Tredje klassen av Thailändska kronorden, 2 januari 1885.[3]
- Riddare av tredje klassen av Österrikiska Järnkroneorden, 22 januari 1870.[3]